# Parabathymyrus
Parabathymyrus is een geslacht van straalvinnige vissen uit de familie van zeepalingen (Congridae).

## Soorten
- Parabathymyrus brachyrhynchus (Fowler, 1934)
- Parabathymyrus fijiensis Karmovskaya, 2004
- Parabathymyrus karrerae Karmovskaya, 1991
- Parabathymyrus macrophthalmus Kamohara, 1938
- Parabathymyrus oregoni Smith & Kanazawa, 1977
- Parabathymyrus philippinensis Ho, Smith & Shao, 2015